# Odorrana junlianensis
Odorrana junlianensis är en groddjursart som beskrevs av Huang, Fei, Ye in Fei och Ye 200. Odorrana junlianensis ingår i släktet Odorrana och familjen egentliga grodor. IUCN kategoriserar arten globalt som sårbar. Inga underarter finns listade i Catalogue of Life.